# 華盛頓鎮區 (印第安納州摩根縣)
華盛頓鎮區（英語：Washington Township）是位於美國印地安納州摩根縣的一個行政鎮區。

## 地方資料
根據2010年美國人口普查的數據，華盛頓鎮區的面積為152.90平方千米，當中陸地面積為149.00平方千米，而水域面積為3.90平方千米。當地共有人口17073人，而人口密度為每平方千米111.66人。